# Hyphodontia candidissima
Hyphodontia candidissima är en svampart som först beskrevs av Berk. & M.A. Curtis, och fick sitt nu gällande namn av Langer 1994. Hyphodontia candidissima ingår i släktet Hyphodontia och familjen Schizoporaceae.   Inga underarter finns listade i Catalogue of Life.